# Hlavní histokompatibilní komplex
Hlavní histokompatibilní komplex (MHC, z angl. major histocompatibility complex) je označení pro několik typů glykoproteinových komplexů nacházejících se na vnějších stranách cytoplazmatické membrány buněk obratlovců. Mají významnou funkci v imunitním systému, konkrétně se podílejí na rozeznávání cizorodých struktur (například virových bílkovin, jež značí infekci). MHC totiž slouží jako jakési „podstavce“, na něž se upevňují náhodně vybrané peptidy pocházející zevnitř buňky a vystavují se ke kontrole buňkám imunitního systému.

## Název
Původní název „major histocompatibility complex“ upomíná na vlastnost, jíž si povšimli první vědci zabývající se MHC. Zjišťovali, že se jedná o soubor genů, jejichž produkty jsou silné transplantační antigeny. To znamená, že při transplantacích tkání MHC způsobuje problémy s příjmem cizorodé tkáně, tedy jinými slovy omezuje histokompatibilitu mezi tkáněmi různých jedinců.

## Funkce
Pokud je buňka například napadena virem, vznikají v rámci jeho činnosti uvnitř buňky určité chemické látky, které jsou vylučovány na povrch buňky a připevňují se ke komplexům MHC, kde jsou prezentovány buňkám imunitního systému. V současné době je známo 5 druhů MHC komplexů, z čehož první dva jsou nejprobádanější. K MHC I se vážou peptidy o délce 8–9 aminokyselin. Tyto peptidy na MHC I jsou endogenního původu, jsou vybrané z bílkovin přítomných v buňce. Naopak u MHC II, které prezentují peptidy o délce 11 a více aminokyselin, mají tyto peptidy exogenní původ; pocházejí z materiálu stráveného (fagocytovaného) touto buňkou.
Když T-lymfocyt detekuje tyto látky na povrchu, danou buňku zabije, nebo zprostředkuje imunologický poplach (podle typu MHC).

## Genetické kódování

Mapa lidských genů pro MHC

Geny pro MHC se nachází u člověka na chromozomu 6 a u myši na chromozomu 17. U člověka se tyto geny značí velmi často zkratkou „HLA“, u kuřete „B“, u psa „DLA“, u myši „H–2“, u morčete GPLA a u krysy Rt–1. Celkem je v lidském shluku genů pro MHC (tzv. „6p21-31“) na chromozomu 6 přítomno 128 genů a 96 pseudogenů, které dohromady zabírají 3,6 milionů bází. Celá oblast je rozdělena na tři části, a to geny pro MHC I, geny pro MHC II (ty mají nízký obsah GC) a MHC III (ty mají obsah GC vyšší).
Ke genům pro MHC I komplex patří u člověka HLA–A, HLA–B a HLA–C. Každá lidská diploidní buňka exprimuje samozřejmě od každého typu dvě alely; jednu od otce a jednu od matky. Jsou velmi proměnlivé, čímž ztěžují život patogenním organizmům, jež by se jinak k MHC komplexům snadno adaptovaly. Jako HLA–D se někdy označují MHC II geny, ale ty jsou kódované v lokusech DP, DQ a DR.
Exprese (míra syntézy) může být velmi proměnlivá. Zatímco zvýšené množství MHC znamená lepší ochranu před patogeny, za jistých podmínek dochází i k snížení. Například buňky v mozku snižují množství MHC na jejich povrchu, aby bylo zamezeno prudkému zánětu v citlivé části těla. Jindy se podaří snížit množství MHC samotným patogenním organizmům – například Cytomegalovirus je tímto způsobem schopen zajistit si bezpečnější přežití v napadené buňce.

## Třídy MHC
Rozlišuje se několik tříd MHC komplexů, z nichž je však nejčastěji zmiňována jen první a druhá.

### MHC I
MHC I jsou komplexy nacházející se na povrchu téměř všech savčích buněk, u člověka snad jedině s výjimkou buněk trofoblastu a spermií. Látky transportované MHC I rozeznávají takzvané cytotoxické T-lymfocyty (Tc), které mají na svém povrchu k tomu určený receptor CD8.

### MHC II
MHC II není zdaleka přítomen na povrchu všech buněk; mají je především B-lymfocyty, dendritické buňky, makrofágy a od nich odvozené imunitní buňky a několik málo dalších buněčných typů. Souhrnně se tyto buňky někdy označují jako antigen prezentující buňky (ačkoliv i jiné buňky prezentují antigeny, ale pouze na MHC I).
Na látky transportované MHC II reagují zejména takzvané pomocné T-lymfocyty (Th). Tyto lymfocyty buňku nezabíjejí, ale zprostředkují imunologický poplach (vytváří jisté látky, tzv. lymfokiny, řazené mezi cytokiny) upozorněním B lymfocytů, které začnou vyrábět protilátky. Úskalím tohoto systému je nedostatek pomocných T-lymfocytů. Ty jsou likvidovány například virem HIV. To pak vede k oslabené imunitě daného pacienta.

### Další
- MHC III – co se týče tohoto komplexu, znalosti které máme, se týkají především oblasti genetiky. Proteiny, které vznikají a jsou transportovány tímto komplexem mohou signalizovat nejen virové napadení, ale i přehřátí buňky. Ví se také, že proteiny takto transportované neslouží k interakci mezi lymfocyty, tedy k funkci antigenu.
- MHC IV – o jeho funkci nejsou známy bližší informace. Doposud byl pozorován např. u brojlerů drůbeže.[zdroj?]
- MHC V – Nejsou známy bližší informace.[zdroj?]